# NGC 4241
NGC 4241 este o galaxie spirală situată în constelația Fecioara. A fost descoperită în 28 decembrie 1785 de către William Herschel. Se află la o distanță de 15,7 megaparseci de Pământ.